# James Wycliffe Headlam
James Wycliffe Headlam (1863-1929) foi um historiador inglês. Em 1918 alterou o seu nome para Headlam-Morley. Foi nomeado cavaleiro em 1929 pelo seu serviço público. Era o irmão mais novo de Arthur Cayley Headlam (1862–1947).
Era uma figura influente, e trabalhou na propaganda durante a Primeira Guerra Mundial. Com o fim da guerra, foi envolvido na preparação do tratado de Versalhes.

## Obras
- On Election by Lot at Athens (1891)
- Bismarck and the Foundation of the German Empire (1899) (disponível aqui.)
- A Short History of Germany and Her Colonies (1914) com Walter Alison Phillips, Arthur William Holland
- The history of twelve days, July 24 to August 4, 1914 (1915)
- The Dead Lands of Europe (1917)
- The German Chancellor and the Outbreak of War (1917)
- The Issue (1917)
- The Peace Terms of the Allies (1917)
- The Starvation of Germany (1917)
- British Documents on the Origins of the War 1898-1914 Volume XI The Outbreak of War Foreign Documents June 28 - August 4, 1914 (1926) editor
- Studies in Diplomatic History (1930)
- A Memoir of the Paris Peace Conference 1919 (1972) editado por Agnes Headlam-Morley, Russell Bryant e Anna Cienciala